# Javania insignis
Javania insignis är en korallart som beskrevs av Duncan 1876. Javania insignis ingår i släktet Javania och familjen Flabellidae. Inga underarter finns listade i Catalogue of Life.